# Zohar (voornaam)
Zohar (Hebreeuws: זהר) is voor- en achternaam van Hebreeuwse oorsprong en betekent "verlichtend" en "helder". De naam wordt aan zowel jongens als meisjes gegeven en wordt voornamelijk gebruikt in Israël.